# میریانا لوچیچ-بارونی
میریانا لوچیچ-بارونی (کرواتی: Mirjana Lučić-Baroni؛ زادهٔ ۹ مارس ۱۹۸۲) یک تنیس‌باز اهل کرواسی است.